# Вход (богослужение)

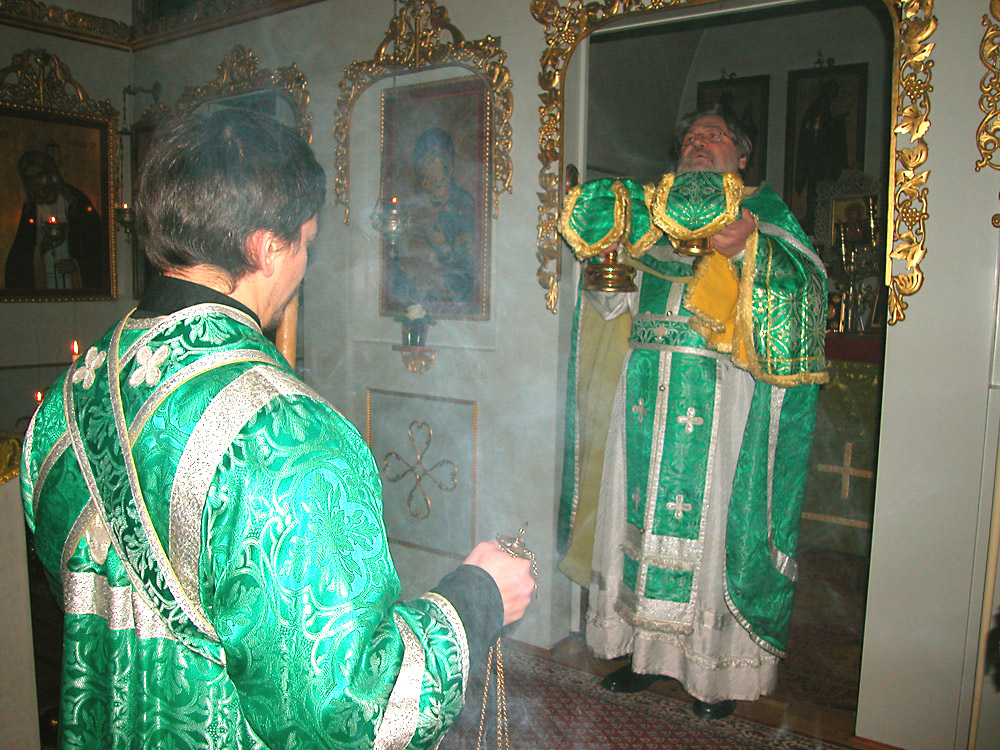
Иподиакон и священник совершают Великий вход

Вход (греч. εἴσοδος) — торжественное шествие духовенства, совершаемое в определённый момент православного богослужения, когда священнослужители со священными предметами (на великом входе — Святыми Дарами, Евангелием, кадилом, напрестольными крестами, копием, лжицей, дискосом и потиром) входят в алтарь через Царские врата. Богословие входа подразумевает восхождение в Горний мир, невидимо сопровождаемое ангелами Божьими с входящим духовенством во святилище, о чём свидетельствуют молитвы, произносимые в это время.
Архиерей имеет право через Царские врата входить в алтарь и выходить из него в любое время, не ограничиваясь литургическими входами, дозволенными только священникам и диаконам.

## История
В ранней церкви, преследуемой иудеями и язычниками, торжественного богослужебного входа не было. В катакомбах и других потаённых местах собирались христиане, из которых самые ответственные (ими не всегда были священники) приносили с собой богослужебные книги, священные сосуды, хлеб, вино и елей для совместного богослужения. Традиция принесения в храм священных предметов и пожертвований на каждое молитвенное собрание не только сохранилась, но и значительно разрослась в Византийской империи, где христианство стало сначала дозволенной религией, а потом и государственной, и где различные церемонии получили широчайшее распространение. Крестные ходы, паломничества, праздничные шествия из храма в храм, при большом стечении духовенства, народа и войск (парады) с хоругвями, сопровождались соответствующими песнопениями (Устав песненных последований).
Во время шествия на Литургию антифонно (то есть, попеременно) пелись псалмы, праздничные тропари и другие песнопения («Единородный Сыне», заповеди блаженства и др.). Как и на всяком крестном ходе, кто-либо из священнослужителей нёс Евангелие. Так как в храмах ещё не было иконостасов, вход в храм был равнозначен входу в современный алтарь — царскими или великими вратами назывались входные двери храма, через которые проходили все прихожане. После входа (малого) духовенства и прихожан в храм, сначала читались ветхозаветные паремии, затем пелись псалмы (от них теперь остались только одинокие прокимены, стихи и аллилуиарии), потом читались отрывки (зачала) из апостольских посланий и Евангелия. Прочитанные библейские тексты пояснялись в следующих за ними в проповедях священников. Всё ими сказанное подытоживал архиерей, который затем возносил молитву о готовящихся к крещению. Их он оглашал каждого поимённо, благословлял и напутствовал. Затем диаконы выводили оглашенных из храма и закрывали за ними входные двери. В притворе храма возле этих дверей находился особый стол (жертвенник), куда верующие складывали свои пожертвования, из которых диаконы выбирали наиболее подходящие для Евхаристии хлеб и вино, и несли их епископу, который, перед тем как принять приготовленные дары, умывал свои руки, глаза и уши. Потом он молился за щедрых на приношения благотворителей и за всех присутствующих в храме, после чего возлагал сосуды с предложенными хлебом и вином на престол.
Вскоре на Вселенских соборах появились церковные каноны, запрещающие вносить в христианский храм мясо, монеты с изображением языческих идолов, некоторые пожертвования сомнительного происхождения. Для распределения всех поступающих приношений рядом с храмом (обычно с тенистой северной стороны) строилось специальное здание — сосудохранительница — греч. σκευοφυλάκιον. Именно отсюда через боковые двери храма стали приноситься приготовленные к Евхаристии хлеб и вино. Постепенно сосудохранительница (или ризница) начала примыкать к храму, причём к алтарю — стена между ними исчезла, осталась только едва заметная приалтарная апсида с жертвенником, на котором теперь совершается приношение — греч. Προσκομιδή. Как дань прежней традиции, хлеб и вино перед поставлением на престол сначала проносятся духовенством через северную диаконскую дверь иконостаса.
Со временем эти шествия стали самыми пышными богослужебными церемониями, с участием множества духовенства, горящим кадилом, свещеносцами, а на архиерейских службах — иподиаконов (жезлоносца, рипидчиков, предносящих крест, омофор, митру, дикирий и трикирий).
В Римской церкви и, возможно, в некоторых других, существовал обычай, когда на (ночную) праздничную Литургию с разных приходов Рима духовенство и миряне крестными шествиями стекались в кафедральную базилику, или в храм, где этот день считался престольным праздником. Затем освящённые патриархом (римским папой) Святые Дары торжественными шествиями разносились по приходским храмам большого города и ближайших пригородов. Соответственно, праздничный вход духовенства в храм со Святыми Дарами был ещё одним богослужебным входом. Поэтому в Типиконе сохраняются указания начинать совершение Литургии на Пасху — в полночь (чтобы до полудня клирики успели доставить Святые Дары и причастить верующих даже в отдалённых храмах), в Рождество Христово — около трёх часов ночи, в другие праздники и будни — уже позже. Отголоском этой практики осталась традиция совершать после Литургии в храмовые и в великие праздники молебны с крестными ходами (при благоприятной погоде) вокруг храма.

## Божественная литургия
Во время Божественной литургии (Евхаристии) есть три входа, а также проскомидия (греч. — «Приношение»), которые рассматриваются литургистами как более поздние добавления к литургии, вероятно, отсутствующие в изначальных версиях литургий святых Василия Великого и Иоанна Златоуста, наиболее часто используемых форм Божественной литургии.

### Входные молитвы
Во время входных молитв духовенство выстраивается перед иконостасом, прикладывается к образам Спасителя и Богородицы, испрашивает прощение у прихожан и входит в алтарь диаконскими дверями (только архиерей — царскими вратами).

### Малый вход

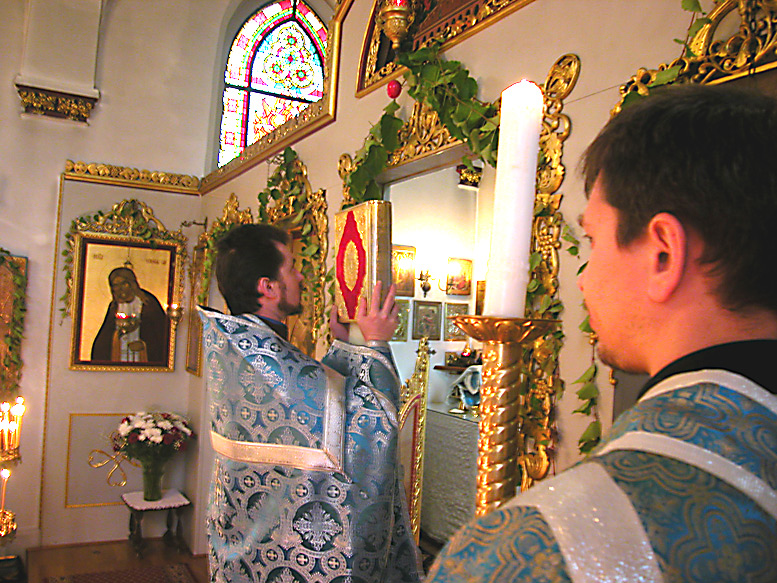
На малом входе во время Божественной литургии (храм покрова Богородицы, Дюссельдорф, Германия).

В настоящее время малый вход происходит во время службы, известной как Литургия оглашенных, и является подготовкой к чтениям намеченных отрывков Священного Писания. Малый вход называется также «вход с Евангелием», так как во время него обязательно износится напрестольное Евангелие. Старший священник берет Евангелие с престола, и передает его диакону (если нет диакона, он несет Евангелие сам). Они справа огибают престол, проходят через горнее место, далее из северной диаконской двери иконостаса выходят на солею, по которой идут до амвона напротив царских врат. При этом священник тихо читает молитву входа:

Влады́ко Го́споди Бо́же наш, уста́вивый на небесе́х чи́ны и во́инства А́нгел и Арха́нгел в служе́ние Твоея́ сла́вы, сотвори́ со вхо́дом нашим вхо́ду святы́х А́нгелов бы́ти, сослужа́щих нам, и сославосло́вящих Твою́ бла́гость. Я́ко подоба́ет Тебе́ вся́кая сла́ва, честь и поклоне́ние, Отцу́, и Сы́ну, и Свято́му Ду́ху, ны́не и при́сно, и во ве́ки веко́в.— Азбука веры
После этого диакон глаголет ко священнику, показуя на восток десницей, держа орарь тремя перстами:

Благослови́, влады́ко, святы́й вход.
Священник благословляя, произносит:

Благослове́н вход святы́х Твои́х, всегда́, ны́не и при́сно, и во ве́ки веко́в.
После сего диакон подает Евангелие священнику для целования. За конечным тропарём становится диакон посреди царских врат пред иереем, и возвышая святое Евангелие, велегласно возглашает:

Прему́дрость, про́сти.
Также сотворив поклонение, входит во святой алтарь диакон, и за ним — священник, предварительно поцеловав иконы Спасителя и Богородицы на царских вратах и осенив свещеносцев. Диакон полагает святое Евангелие на престол. Певцы же поют:

Прииди́те, поклони́мся и припаде́м ко Христу́. Спаси́ ны, Сы́не Бо́жий, во святы́х ди́вен сый, пою́щия Ти, аллилу́иа.
При архиерейском служении Божественной литургии малый вход существенно усложняется, так как именно в это время, епископ впервые попадает в алтарь. До этого момента он стоял (или сидел) на архиерейском амвоне в центре храма. Кроме того, епископская хиротония происходит на малом входе. В этот же момент в Литургии, епископ может даровать избранным церковные награды и почетные звания (хиротесия).
Затем поются тропари и кондаки. Священник вполголоса читает молитву Трисвята́го пения. После тропарей и кондаков, хор поёт Трисвятое:

Святый Боже, Святый крепкий, Святый Бессмертный, помилуй нас!
При этом всё духовенство занимает места на горнем месте для слушания чтения Апостола и Евангелия.
Малый вход символизирует воплощение Христа и его крещение в реке Иордан: диакон представляет Иоанна Крестителя, а епископ (в его отсутствии — священник) — Христа. Потому как первое пришествие Христа было в смирении, архиерей (или священник) поручает диакону перенесение и чтение Евангелия среди народа.
В тех случаях когда Литургия совершается на вечерне (в навечерия Рождества Христова и Богоявления и в праздник Благовещения, если те приходятся не на субботу или воскресенье; в Великие четверг и субботу; за литургией Преждеосвященных Даров), роль малого входа выполняет вход вечерни.

### Великий вход
Великий вход символизирует триумфальный вход Христа в Иерусалим на крестные страдания и смерть. Он совершается в начале литургии верных при пении Херувимской песни.
- Открываются Царские врата. Диакон, взяв у священника благословение, кадит престол, весь алтарь, иконостас, священника, клиросы и народ, читая псалом 50, и тропари умилительные, сколько захочет. Священник же читает тайно молитву Херувимской песни:

Никто́же досто́ин от связа́вшихся плотски́ми похотьми́ и сластьми́ приходи́ти, или́ прибли́житися, или́ служи́ти Тебе́, Царю́ Сла́вы: Е́же бо служи́ти Тебе́, вели́ко и стра́шно и саме́м Небе́сным Си́лам. Но оба́че неизрече́ннаго ра́ди и безме́рнаго Твоего́ человеколю́бия, непрело́жно и неизме́нно был еси́ Челове́к, и Архиере́й нам был еси́: и служе́бныя сея́ и безкро́вныя Же́ртвы священноде́йствие пре́дал еси́ нам, я́ко Влады́ка всех. Ты бо еди́н, Го́споди Бо́же наш, влады́чествуеши небе́сными и земны́ми, И́же на престо́ле Херуви́мсте носи́мый, И́же Серафи́мов Госпо́дь, и Ца́рь Изра́илев, И́же Еди́н свят, и во святы́х почива́яй. Тя у́бо молю́, Еди́наго блага́го и благопослушли́ваго: при́зри на мя, гре́шнаго и непотре́бнаго раба́ Твоего́, и очи́сти мою́ ду́шу и се́рдце от со́вести лука́выя, и удовли́ мя, си́лою свята́го Твоего́ Ду́ха, облече́на благода́тию свяще́нства, предста́ти святе́й Твое́й сей трапе́зе, и священноде́йствовати Свято́е и Пречи́стое Твое́ Те́ло и Честну́ю Кровь. К Тебе́ бо прихожду́ прикло́нь мою́ вы́ю, и молю́ Ти ся, да не отврати́ши лица́ Твоего́ от мене́, ниже́ отри́неши мене́ от о́трок Твои́х, но сподо́би принесе́нным Тебе́ бы́ти, мно́ю гре́шным и недосто́йным рабо́м Твои́м, даро́м Сим. Ты бо еси́ Принося́й и Приноси́мый, и Прие́мляй и Раздава́емый, Христе́ Бо́же наш, и Тебе́ сла́ву возсыла́ем, со безнача́льным Твои́м Отце́м, и Пресвяты́м, и Благи́м, и Животворя́щим Твои́м Ду́хом, ны́не и при́сно, и во ве́ки веко́в. Ами́нь.

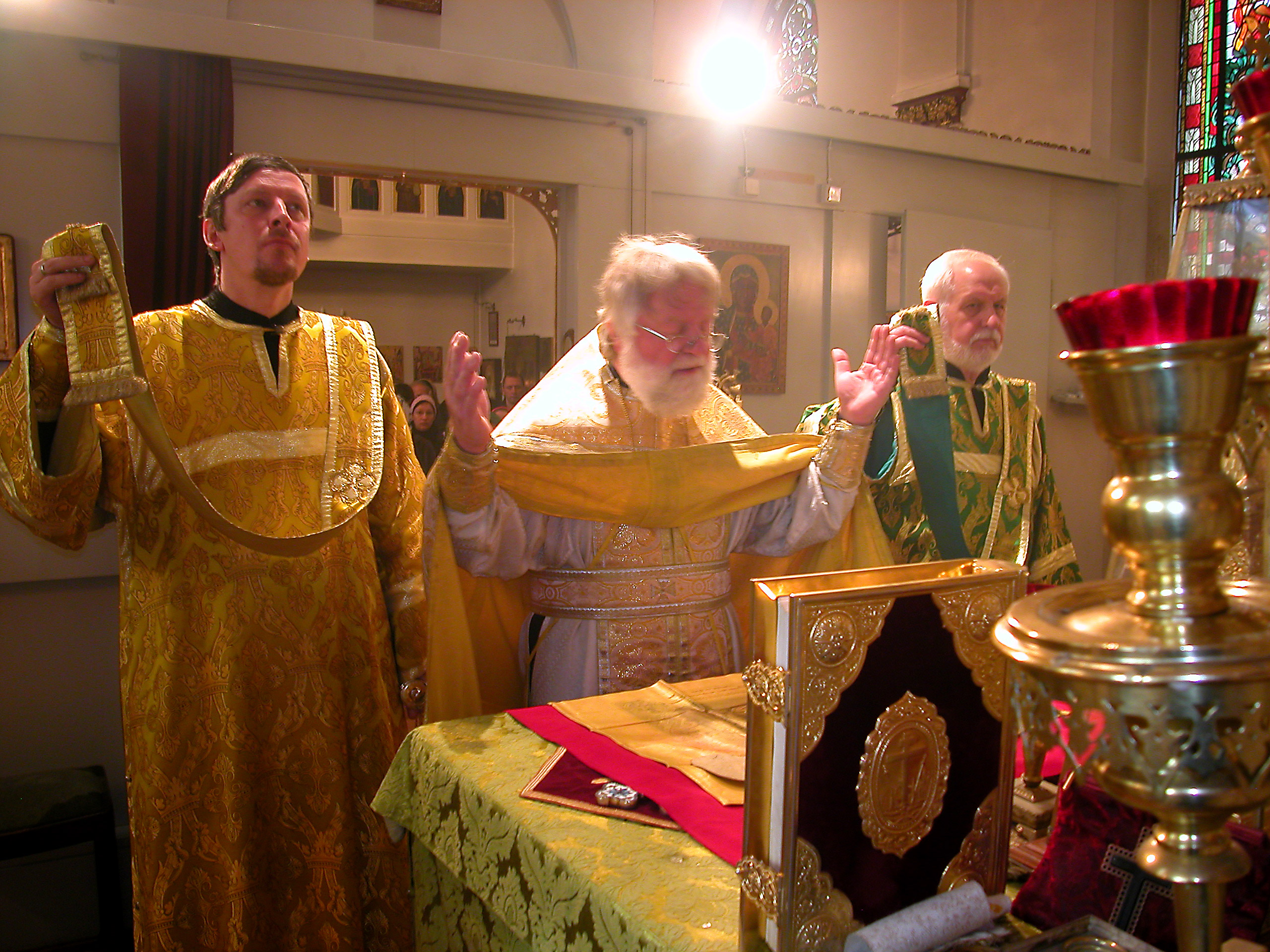
Священник и диаконы совершают молитву Херувимской в начале Великого входа

- По окончании молитвы и каждения, стоя перед престолом, священник (молясь с воздетыми руками) и диакон трижды читают Херувимскую песнь, в конце каждый раз совершая поясной поклон.
- Затем подходят к жертвеннику; священник кадит дискос и чашу, молясь словами мытаря:

«Боже, очисти мя, грешнаго.»
Диакон обращается ко священнику:
«Возми, владыко.»
- Священник, взяв возду́х, возлагает его на левое плечо диакона, со словами:

«Возмите руки ваша во святая и благословите Господа.»
- Аккуратно ставит дискос на голову диакона, который держит кадило одним из пальцев правой руки. Сам же берёт потир в руки, и оба выходят через северные диаконские двери на амвон, предшествуемые свещеносцами со светильниками.
- Диакон лицом к народу возглашает:

Великаго господина и отца нашего Кирилла, Святейшаго Патриарха Московскаго и всея Руси, и господина нашего преосвященнейшаго (имярек), митрополита (или архиепископа, или епископа егоже есть область), да помянет Господь Бог во Царствии Своем всегда, ныне и присно, и во веки веков.
- Та же священник:

Преосвященныя митрополиты, архиепископы и епископы, и весь священнический и монашеский чин, и причет церковный, братию святаго храма сего, вас и всех православных христиан, да помянет Господь Бог во Царствии Своем, всегда, ныне и присно, и во веки веков.
- Хор:

Ами́нь. Я́ко да Царя всех поды́мем, ангельскими невидимо дориноси́ма чи́нми. Аллилуиа, аллилуиа, аллилуиа.

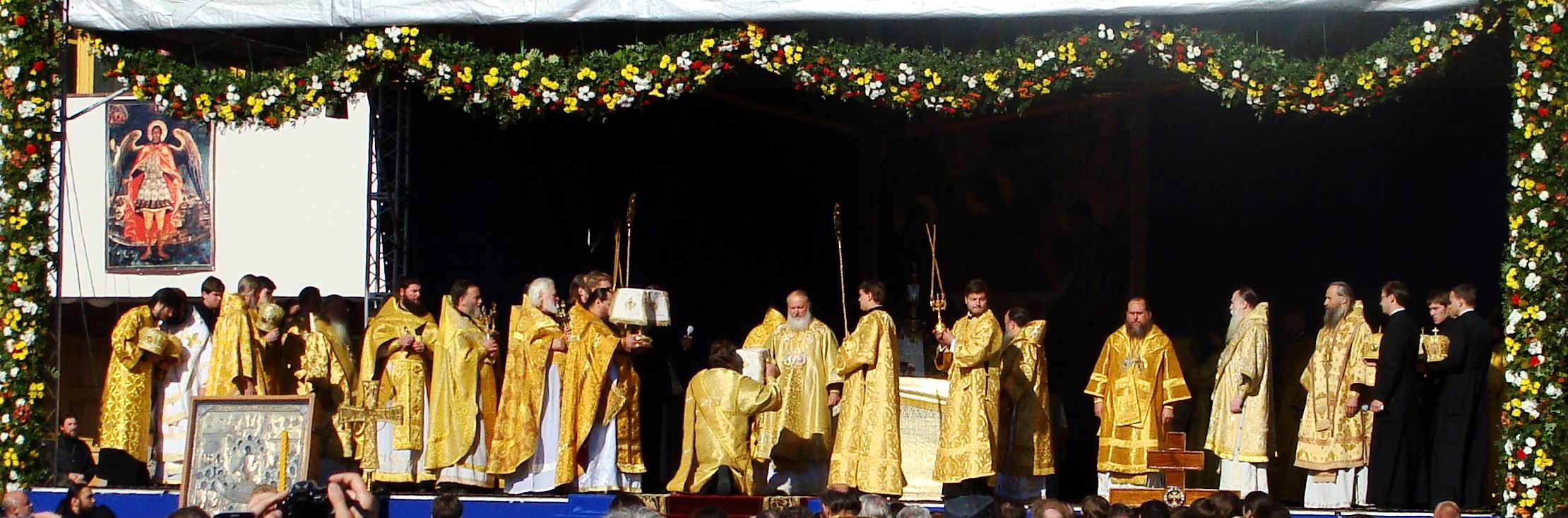
Великий вход на открытой архиерейской Божественной литургии. В центре протодиакон с дискосом стоит на коленях перед епископом

- Диакон же, войдя в Царские врата, становится на одно колено справа от престола, и, когда входит священник, говорит, обращаясь к нему:

«Священство твое да помянет Господь Бог во Царствии Своем, всегда, ныне и присно, и во веки веков.»
- И ставит священник потир на престол, а дискос, сняв с главы диакона, ставит рядом, говоря:

Благообразный Иосиф, с древа снем Пречистое Тело Твое, плащаницею чистою обвив, и благоуханьми во гробе нове покрыв, положи.
Во гробе плотски, во аде же с душею яко Бог, в раи́ же с разбойником, и на престоле был еси, Христе, со Отцем и Духом, вся исполняяй неописанный.
Яко живоносец, яко рая краснейший, воистинну и чертога всякаго царскаго показася светлейший, Христе, гроб Твой, источник нашего воскресения.
- Диакон встаёт с колена у престола, подходит к открытым Царским вратам, через которые кадит свещеносцев, стоящих под амвоном, после чего Царские врата и завеса закрываются диаконом или пономарями.
- Священник, сняв покровцы с дискоса и потира, кладёт их на западные углы престола, а снятым с плеча диакона возду́хом окутывает дымящееся кадило и покрывает священные сосуды, повторяя слова: «Благообразный Иосиф, с древа снем Пречистое Тело Твое, плащаницею чистою обвив, и благоуханьми во гробе нове покрыв, положи.»
- И, взяв кадило из рук диакона, кадит святыни трижды, со словами:

«Ублажи, Господи, благоволением Твоим Сиона, и да созиждутся стены Иерусалимския. Тогда благоволиши жертву правды, возношение и всесожегаемая, тогда возложат на олтарь Твой тельцы.»
- И отдав кадильницу, приклонив главу, говорит диакону:

«Помяни мя, брате и сослужителю.»
- И диакон ему:

«Да помянет Господь Бог священство твое во Царствии Своем.»
- И склонив и главу, держа также и орарь тремя пальцами правой руки, говорит священнику:

«Помолися о мне, владыко святый.»
- священник:

«Дух Святый найдет на тя, и Сила Вышняго осенит тя.»
- диакон:

«Тойже Дух содействует нам вся дни живота нашего.» И также: «Помяни мя, владыко святый.»
- священник:

«Да помянет тя Господь Бог во Царствии Своем, всегда, ныне и присно, и во веки веков.»
- диакон: «Аминь», и поцеловав десницу священника, выходит северными дверями и, став на амвоне, возглашает просительную ектению.

На архиерейской литургии Великий вход имеет свои особенности. В шествии участвуют иподиаконы. Протодиакон на амвоне становится на одно колено и передаёт архипастырю дискос. Патриарх поминает предстоятелей всех Поместных православных церквей. Хор поёт «Аминь». Затем протоиерей на амвоне передаёт владыке потир. После пения «Аминь. Яко да царя всех…» Царские врата и завеса не затворяются. В этот момент возможна хиротония во пресвитера.
На литургии Преждеосвященных даров Великий вход совершается в тишине. Предшествующие свещеносцы и диаконы пятятся спиной (лицом к уже освящённым Святым Дарам — Телу и Крови Христовым).

## Вечерний вход

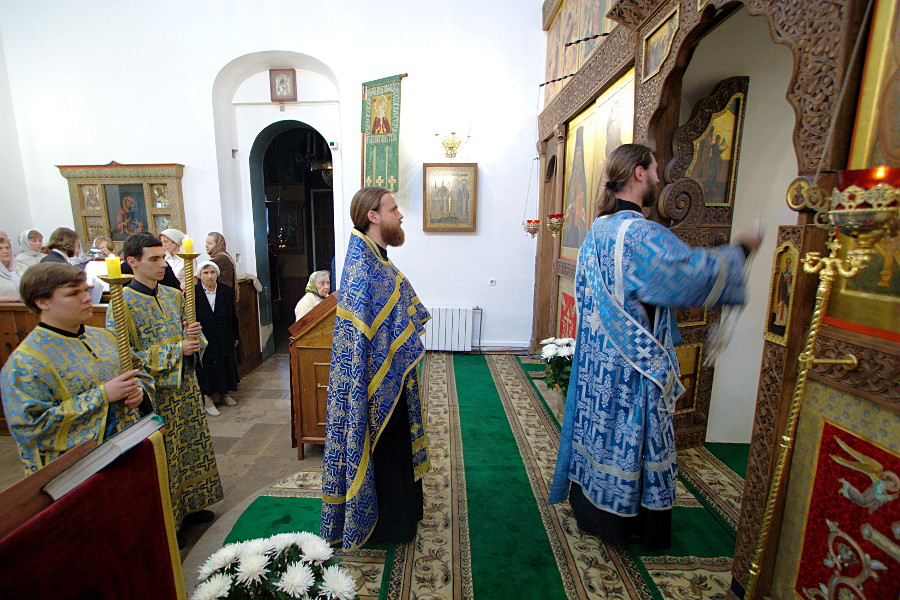
Священник и диакон совершают вход с кадилом на великой вечерне.

Символизирует пришествие в мир Спасителя, сошествие во ад и Вознесение Сына Божия. Является главным отличительным признаком великой, то есть праздничной вечерни (в составе всенощного бдения или отдельной), обычно совершается с кадилом, но иногда — с Евангелием (когда эта вечерня соединяется с Литургией, на которой читается Евангелие).
В «Апостольском предании» (III в.) описано особое торжественное внесением в храм светильников. На возможную связь вечернего входа с чином благословения вечернего света указывает гимн «Свете тихий», иногда в рукописях называемый «светильничным благодарением» и исполняемый во время входа.
Согласно современной практике, в конце пения стихир на «Господи, воззвах» отверзаются царские врата и из северной диаконской двери на солею выходит процессия: впереди идут свещеносцы, затем диакон с кадильницей и священники, облачённые в фелони. Предстоятель становится на амвоне, а диакон — справа от него. Священник про себя читает молитву вечернего вода:

Молитва входа:
Ве́чер, и зау́тра, и полу́дне, хва́лим, благослови́м, благодари́м и мо́лимся Тебе́, Влады́ко всех: испра́ви моли́тву на́шу, я́ко кади́ло пред Тобо́ю, и не уклони́ серде́ц на́ших в словеса́ или́ в помышле́ния лука́вствия, но изба́ви нас от всех ловя́щих ду́ши на́ша, я́ко к Тебе́, Го́споди, Го́споди, о́чи наши, и на Тя́ упова́хом, да не посрами́ши нас, Бо́же наш.
Я́ко подоба́ет Тебе́ вся́кая сла́ва, честь и поклоне́ние, Отцу́, и Сы́ну, и Свято́му Ду́ху, ны́не и при́сно, и во ве́ки веко́в. Ами́нь.
- диакон: «Благослови, владыко, святый вход!»
- священник благословляет вход: «Благословен вход святых Твоих всегда, ныне и присно, и во веки веков.»
- диакон, изображая крест кадилом, возглашает: «Прему́дрость, про́сти.»
- диакон входит в алтарь и кадит престол и попарно входящих за ним священников, которые при этом прикладываются к иконам Спасителя и Богородицы на столбцах царских врат.
- лик:

Све́те ти́хий святы́я сла́вы, / Безсме́ртнаго, Отца́ Небе́снаго, / Свята́го Блаже́ннаго, Иису́се Христе́. / Прише́дше на за́пад со́лнца, / ви́девше свет вече́рний, / пое́м Отца́, Сы́на и Свята́го Ду́ха, Бо́га. / Досто́ин еси́ во вся времена́ / пе́т бы́ти гла́сы преподо́бными, / Сы́не Бо́жий, живо́т дая́й, / те́мже мір Тя сла́вит.
Предстоятель благословляет свещеносцев рукой. Приложившись к престолу, священник и диакон идут на горнее место и, поклонившись, поворачиваются на запад. Священник:
«Мир всем.»
- народ:

«И ду́хови твоему.»
- диакон возглашает прокимен со стихами.
- затворяются (не всегда) царские врата.

## Утренний вход
Торжественное шествие духовенства в алтарь через царские врата бывает и на утрени:
1. во время полиелея,
2. в Субботу Акафиста,
3. при чтении 12-ти страстных евангелий,
4. во время чина погребения (пения 17-й кафизмы) на утрени Великой субботы,
5. в византийский период существовал вход после Великого славословия на Трисвятое. Сейчас он сохранился только в Великую субботу, на Крестопоклонную неделю, на праздники Происхождения Честных Древ, Воздвижения Креста Господня на погребение Пресвятой Богородицы (после Успения) — в эти дни вход связан с выносом плащаницы или креста.

## Пасхальный период
На Пасху и в течение всей светлой седмицы (возможно и на отдание Пасхи) царские врата остаются открытыми, и всякий раз священник или диакон во время богослужения входит в алтарь, или выходит из него через эти святые врата.

## Входы во время таинств и обрядов
Различные богослужебные входы духовенства в алтарь царскими вратами могут быть во время:
- причащения мирян,
- епископской, священнической и диаконской хиротоний,
- венчания,
- соборования,
- крещения,
- отпевания,
- освящения храма,
- молебна,
- панихиды.